# Ryszard Żugaj
Ryszard Żugaj (ur. 12 lipca 1957 w Krotoszynie) – polski pływak, olimpijczyk z Montrealu 1976.
Specjalista stylu grzbietowego. Reprezentant klubu Lech Poznań. Mistrz Polski na dystansie 100 m stylem grzbietowym w latach 1975–1979 oraz na dystansie 200 m stylem grzbietowym w roku 1975 i 1979.
Wielokrotny rekordzista Polski zarówno na basenie 25 m, jak i 50 m.
Na igrzyskach olimpijskich w 1976 roku wystartował zarówno na dystansie 100 m, jak i 200 m stylem grzbietowym. Na pierwszym dystansie odpadł w półfinale, a na drugim w eliminacjach.

## Rekordy życiowe
- Basen 25 m
  - 100 m stylem grzbietowym – 58,26 (uzyskany 18 marca 1979 w Puławach)
  - 200 m stylem grzbietowym – 2.07,8 (uzyskany 30 maja 1976 w Poznaniu).
- Basen 50 m
  - 100 m stylem grzbietowym – 59,79 (uzyskany 15 sierpnia 1976 w Oulu)
  - 200 m stylem grzbietowym – 2.08,9 (uzyskany 23 lipca 1978 w Szczecinie).